# Forcipomyia quechua
Forcipomyia quechua är en tvåvingeart som beskrevs av Pasquale Marino och Gustavo R. Spinelli 2002. Forcipomyia quechua ingår i släktet Forcipomyia och familjen svidknott. Inga underarter finns listade i Catalogue of Life.